# بارتولومئو بن

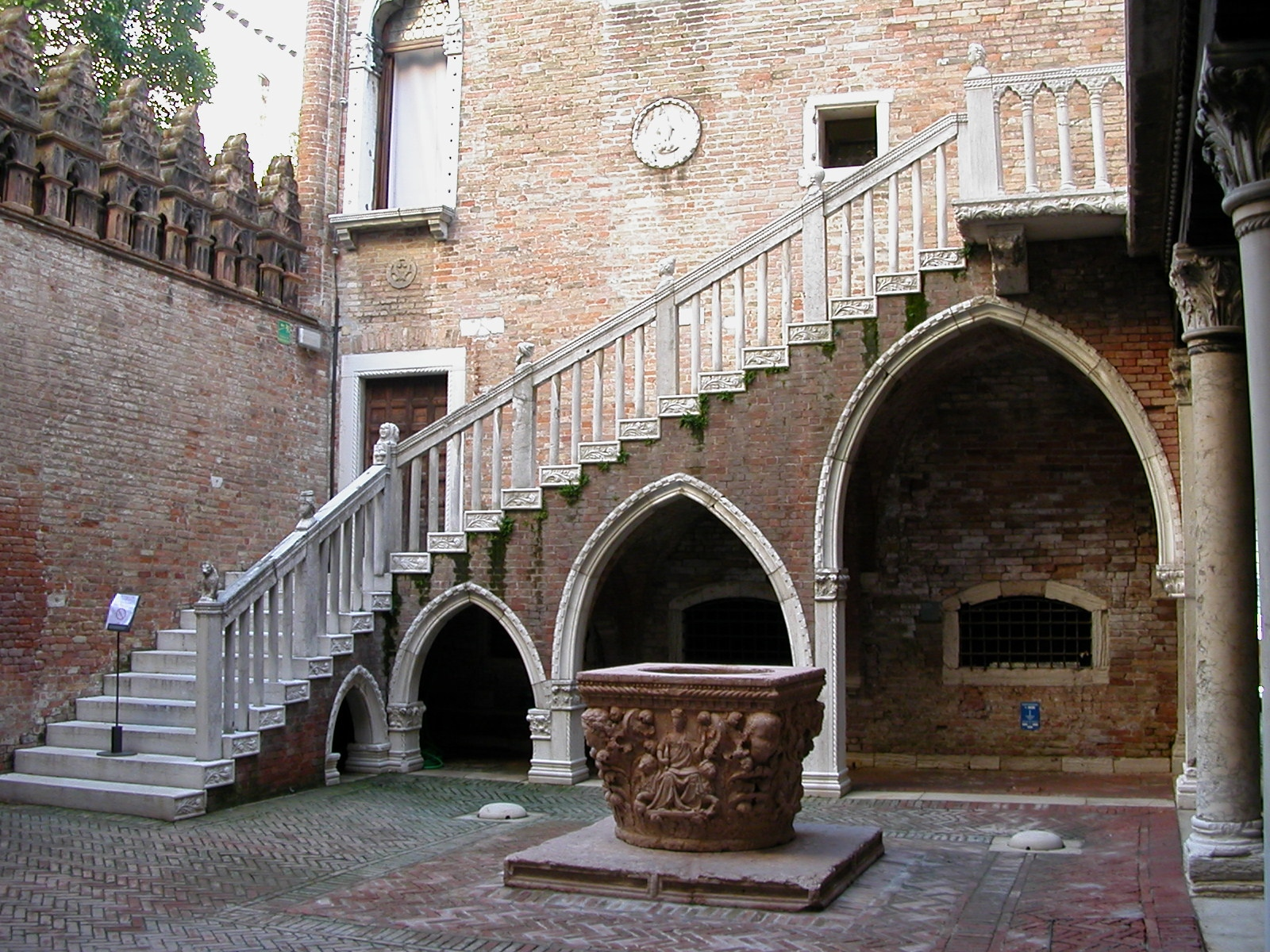
حیاط قصر كا دورو در ونیز

 بارتولومئو بن (انگلیسی: Bartolomeo Bon؛ – سده) یک مجسمه‌ساز، و معمار اهل ایتالیا بود.